# Phân bộ Lạc đà
Phân bộ Lạc đà (danh pháp khoa học: Tylopoda, nghĩa là "chân đệm, chân độn") là một phân bộ động vật có vú của bộ Guốc chẵn (Artiodactyla), hiện chỉ còn một họ có loài sinh tồn là họ Lạc đà (Camelidae). Trong quá khứ, phân bộ này là đa dạng hơn nhiều, chứa cả các loài của các họ như Xiphodontidae, Oromerycidae, Agriochoeridae, Merycoidodontidae v.v. Tuy nhiên, hiện nay chỉ còn 6 loài sinh tồn là lạc đà một bướu, lạc đà hai bướu, lạc đà không bướu, alpaca, vicuna và guanaco.

## Phân loại
- Họ †Anoplotheriidae
- Họ †Dichobunidae
- Họ †Cebochoeridae
- Họ †Helohyidae
- Họ †Cainotheriidae
- Họ †Merycoidodontidae
- Họ †Agriochoeridae
- Họ †Protoceratidae
- Họ Camelidae: lạc đà, alpaca (6 loài)
- Họ †Oromerycidae
- Họ †Xiphodontidae

## Hình ảnh

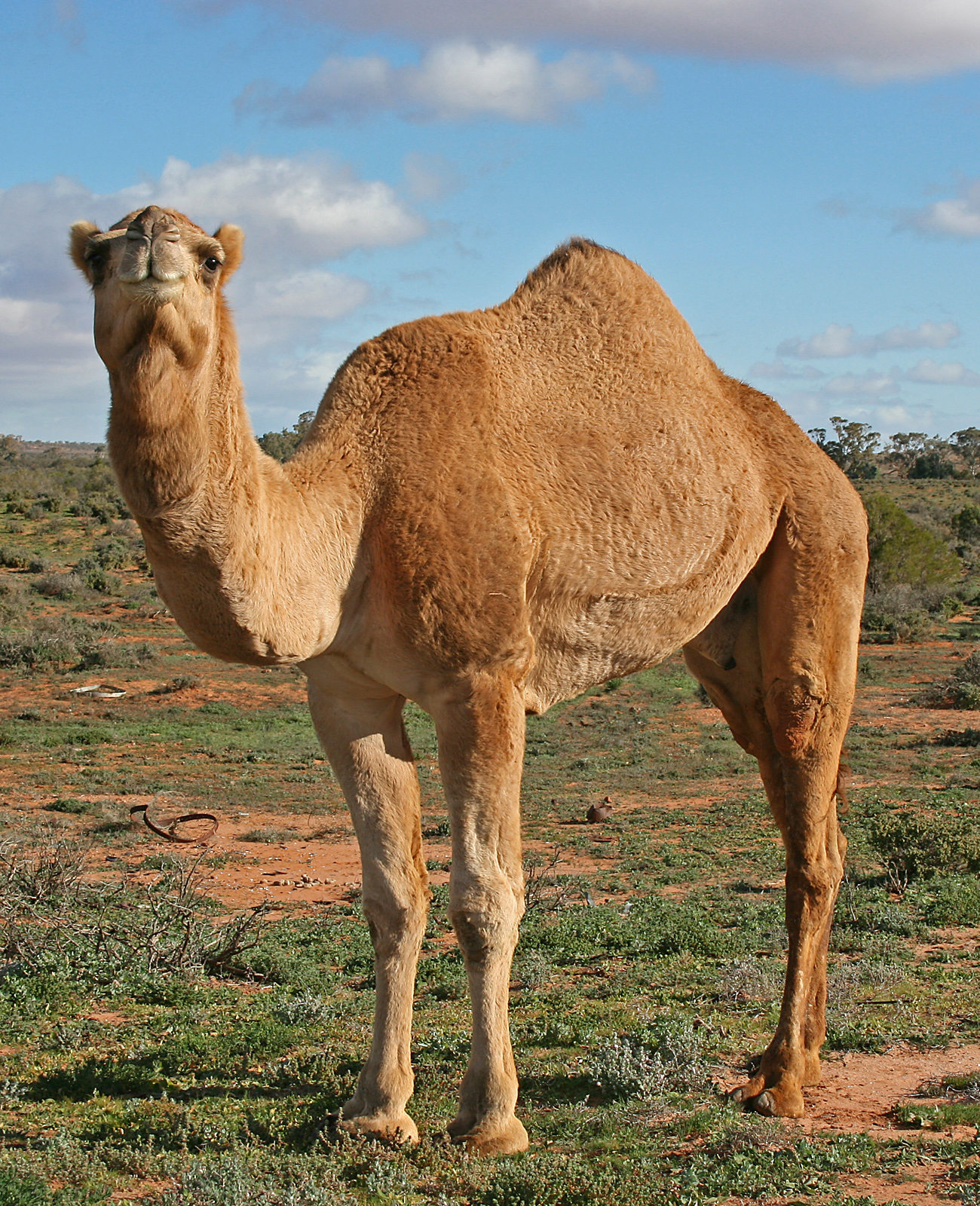
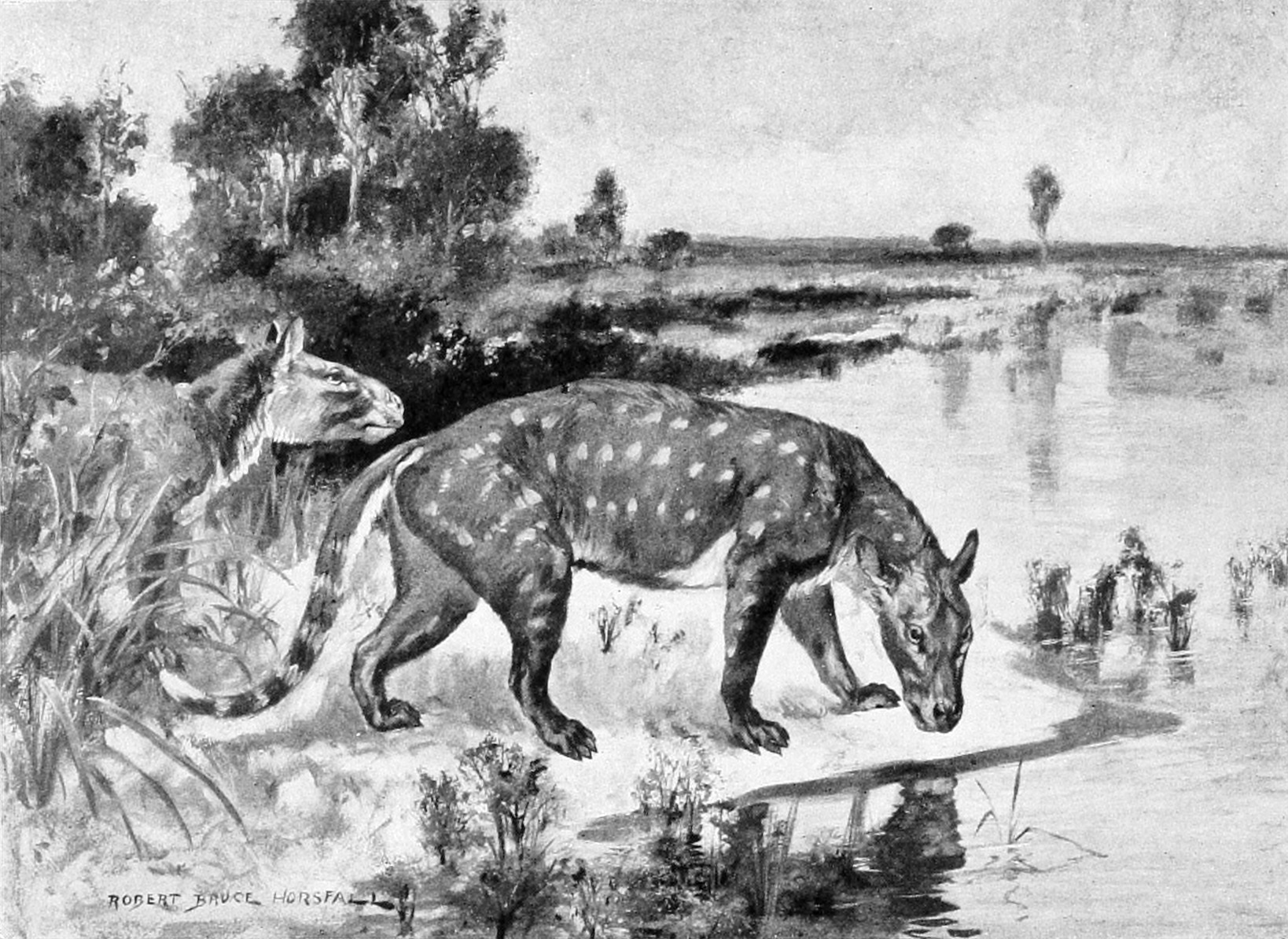
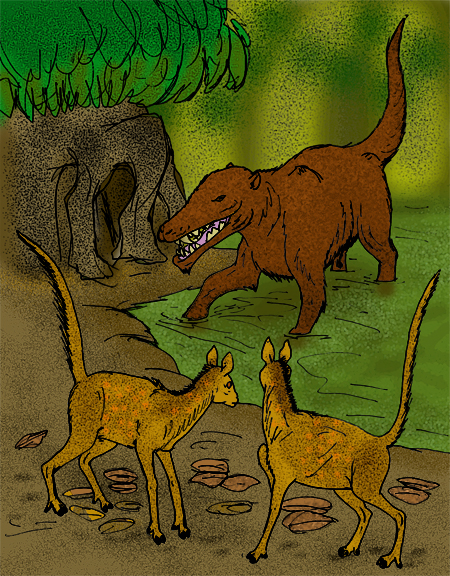
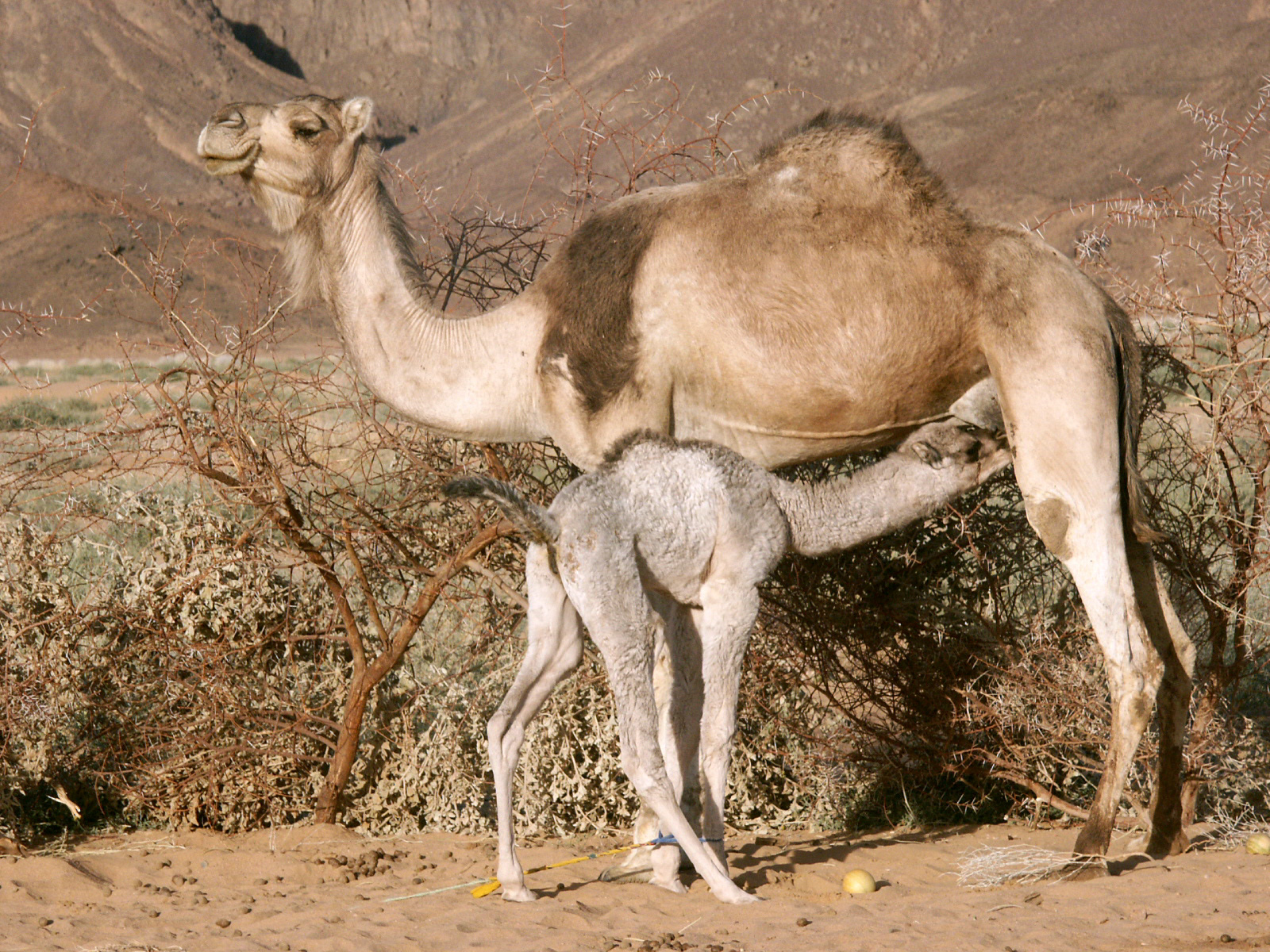